# توحید (اسلام)

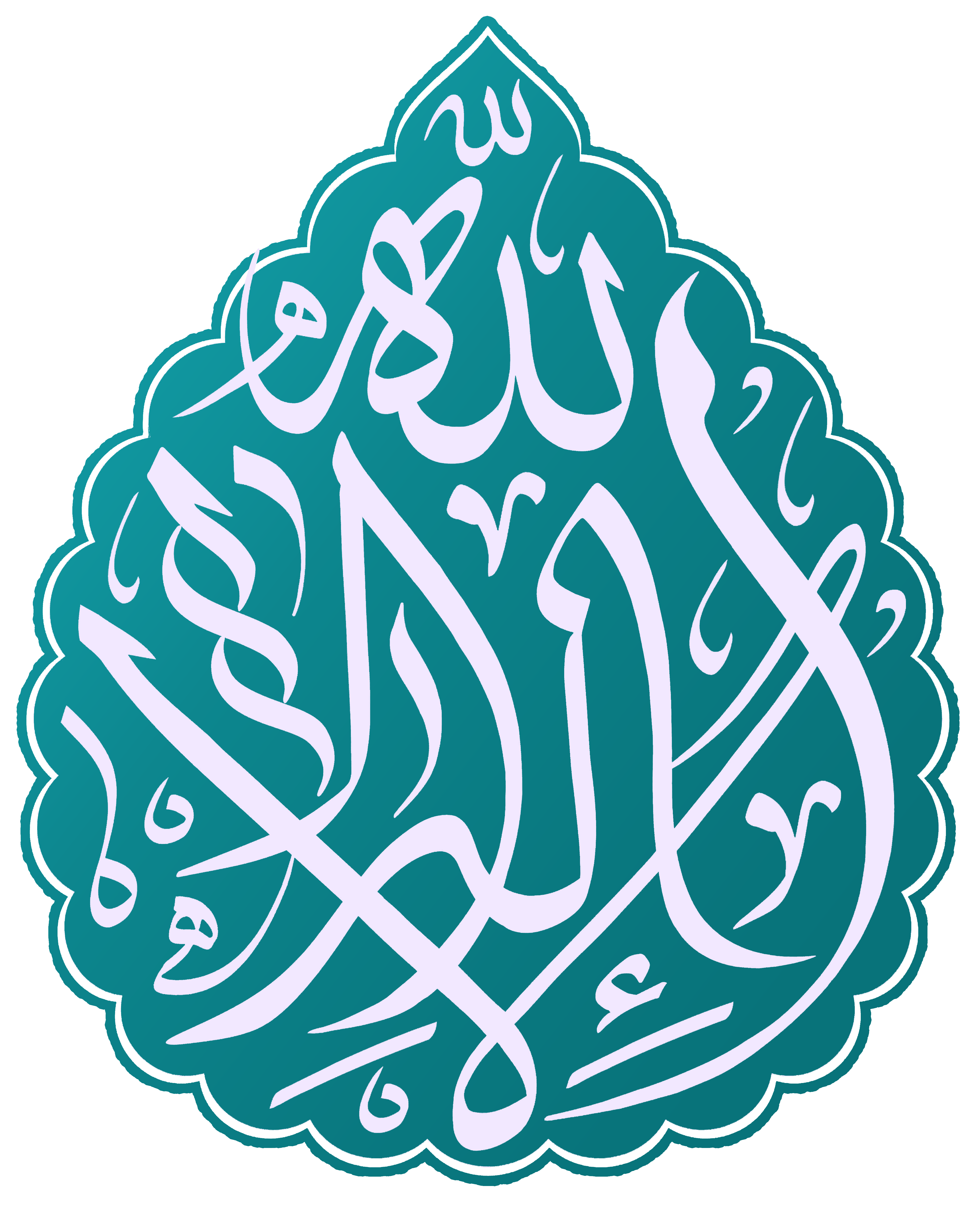
تایپوگرافی عبارت لا اله الا الله از شعارهای اسلام در توصیف یگانگی خدا

توحید در عربی به معنی تک‌خداپرستی است و این‌گونه باور، بنیادی‌ترین اصل اعتقادی در اسلام و به معنای یکتا و بی‌مانند دانستن خدا و همچنین بی‌شریک بودن او در آفریدن جهان هستی است. نخستین جملات محمد، پیامبر اسلام، در آغاز فراخواندن مردم به اسلام، حاوی گواهی دادن بر یکتایی خدا و پرهیز از چندخداپرستی بوده است. توحید همچنین در قرآن و روایات نقل شده از امامان شیعه، مورد توجه قرار گرفته و سورهٔ توحید در همین موضوع است.
در فرهنگ اسلامی تک‌خداپرستی امری بایسته و چندخداپرستی نکوهیده اعلام شده است. چندخداپرستی را در اسلام شِرک می‌نامند که در متون و گفتمان اسلامی بار منفی زیادی دارد.
متکلمان مسلمان برای تک‌خداپرستی مراتبی برشمرده‌اند، از این قرار:
- توحید ذاتی (تک‌خدایی سرشتین) به معنای باور به یگانگی ذات خدا.
- توحید صفاتی (تک‌خدایی ویژگی‌ها) به معنای یکی بودن ذات الهی با صفات او.
- توحید افعالی (تک‌خدایی کرداری) به معنای آنکه تمام نیروها وحرکات در جهان از یک ذات است.
- توحید عبادی (تک‌خدایی نیایشی) به معنای آنکه جز خدا کسی سزاوار پرستش نیست.

این موارد، چهار مرتبه در باور به توحید است که اولین مرتبهٔ آن توحید ذاتی و بالاترین مرتبه، توحید افعالی است.
روحانیان شیعه، در آثار فراوانی به مسئله تک‌خداپرستی پرداخته‌اند؛ برخی از این کتاب‌ها به‌طور مستقل دربارهٔ توحید است و برخی دیگر، بخشی دربارهٔ توحید دارند.
(کتاب التوحید شیخ صدوق، گوهر مرادعبدالرزاق لاهیجی، الرسائل التوحیدیه علامه طباطبایی و توحید مرتضی مطهری، از این موارد است).
گروهی از اهل سنت ازجمله ابن تیمیه، محمد بن عبدالوهاب و عبدالعزیز بن‌باز، اعتقاد به شفاعت و توسل به پیامبران و اولیای الهی پس از مرگ آنان را از نشانه‌های چندخداپرستی و عدم باور به توحید عبادی دانسته‌اند. شیعیان در پاسخ می‌گویند که بر خلاف بت‌پرستان، پیامبر را ربّ و زمامدار هستی نمی‌دانند و قصدشان از تکریم پیامبران و اولیای الهی، تقرب جستن به پروردگار از طریق آنهاست.
الله اسلام مانندی در الوهیّت ندارد، ضدّی ندارد، همتایی ندارد، همانندی ندارد و شریکی ندارد. معبودی جز «اللَّه» نیست.

## پیشینه در قرآن

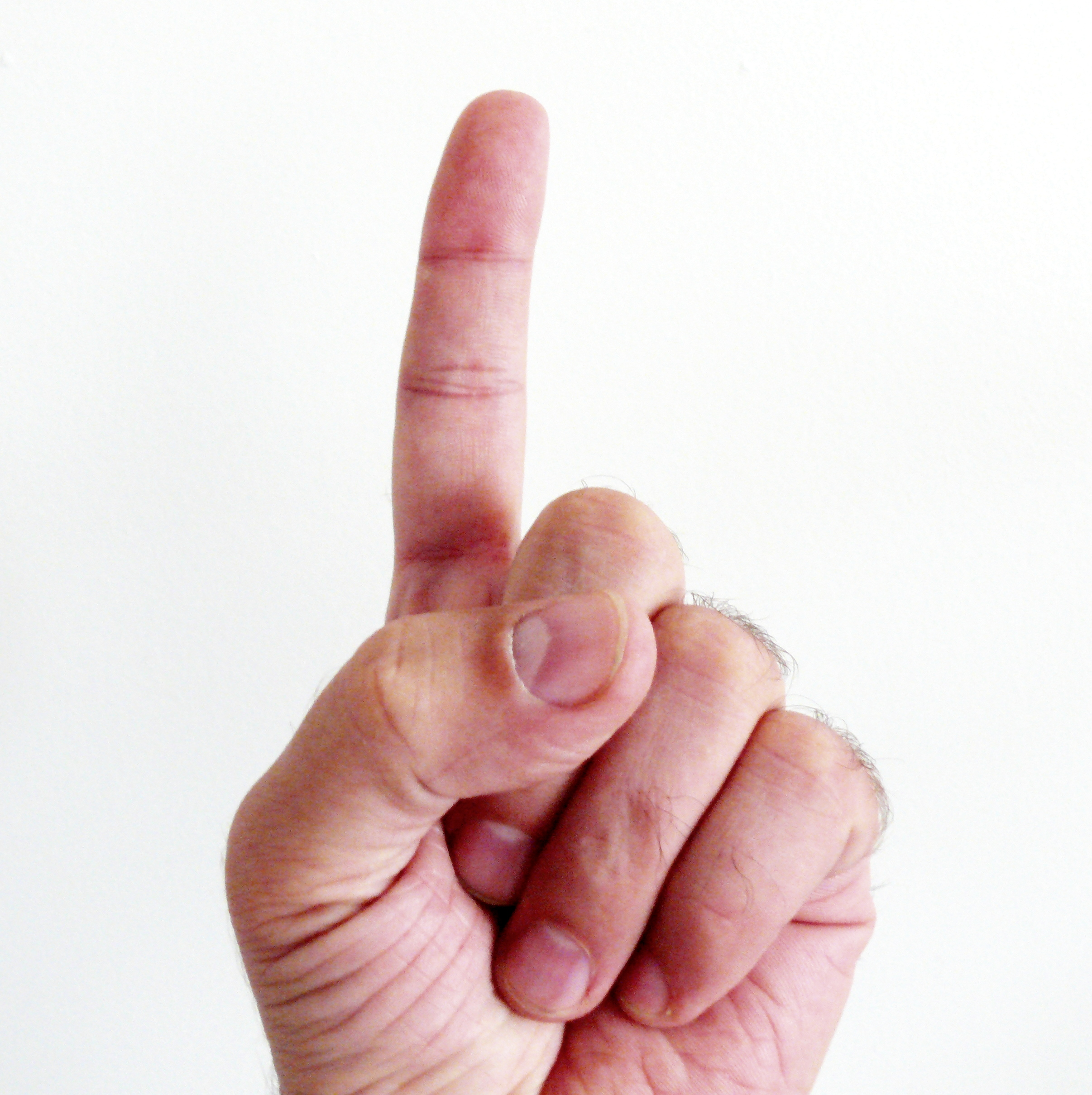
بالا بردن انگشت اشاره را برخی نماد توحید می‌دانند.

قرآن انسان را به‌طور ذاتی و از ابتدا یکتاپرست می‌داند:
پس روی خود را با گرایش تمام به حق، به سوی این دین کن، با همان سرشتی که خدا مردم را بر آن سرشته است. آفرینش خدای تغییرپذیر نیست. این است همان دین پایدار، ولی بیشتر مردم نمی‌دانند. (روم ۳۰)
از دیدگاه قرآن، تک‌خداپرستی یا چندخداپرستی (شرک) در زندگی انسان نقش اول را برعهده دارد؛ زیرا کردار و رفتار انسان، نمود باور و اندیشه او است.

## گونه‌ها
- توحید ذاتی
- توحید صفاتی
- توحید افعالی
- توحید عبادی
- توحید خالقیت
- توحید در ربوبیت
- توحید مالکیت
- توحید حاکمیت
- توحید در قانون گذاری[۶]

### یگانگی سرشتین
طبق گفته کتاب مقدس مسلمانان قرآن و روایات اسلامی، بر یگانه بودن و بی‌همتایی الله و تعددناپذیری سرشتین او تأکید شده است. از جمله آیات قرآن در این‌باره عبارتند از:
خدا گواهی می‌دهد که معبودی جز او نیست و فرشتگان و صاحبان دانش گواهی می‌دهند، در حالی که خدا در تمام عالم به عدالت قیام دارد؛ معبودی جز او نیست که هم توانا و هم حکیم است.
بر طبق این آیه خدا، فرشتگان و عالمان به‌طور واضح بر توحید شهادت می‌دهند. در آیه ای دیگر آمده است:
بگو: خدا، یکتا و یگانه است؛ خدای صمد، نه کس را زاده، نه زاییده از کس و برای او هیچ‌گاه شبیه و مانندی نبوده است.

### یگانه بودن آفریننده
توحید در خالقیت (یگانه بودن آفریننده) بدین معناست که در عالم، آفریدگاری جز الله، وجود ندارد و هر موجودی که لباس هستی پوشیده، آفریده اوست. بنابر گفته مسلمانان، علاوه بر قرآن، خرد آدمی نیز بر این یکتا بودن گواهی می‌دهد.
قرآن در این باره می‌گوید: «بگو خدا خالق همه چیز است و او است یکتا و پیروز.»
اسلام، تک‌آفرینندگی را به معنای نفی اصل علیت در نظام هستی نمی‌داند. بر پایه دیدگاه اسلام، وجود علت و نیز علیت اشیا، از مظاهر اراده خدا به‌شمار می‌روند و خداست که به خورشید و ماه گرمی و درخشندگی عنایت کرده است و هرگاه بخواهد این ویژگی را از آنها می‌گیرد از این رو آفریدگار یکتا و بی همتاست. قرآن نظام علیت را در عالم تأیید می‌کند: «خدا همان کسی است که بادها را می‌فرستد، تا ابرهایی را به حرکت درآورند، سپس آنها را در پهنه آسمان آن گونه که بخواهد می‌گستراند و متراکم می‌کند.»

### یگانه بودن در گرداندن امور
توحید در ربوبیت، به معنای آن است که تنها الله در اداره و تدبیر و کارگردانی جهان و انسان مؤثر است. همچنین به معنای مردود دانستن هر نوع اندیشه تدبیر مستقل از اجازه الهی برای غیر خدا است.

### یگانگی تکوینی
مقصود از توحید تکوینی، کارگردانی جهان آفرینش است، بدین معنا که اداره جهان هستی، همانند ایجاد و احداث آن، فعل خداوند یکتا است. در کارهای بشری تدبیر از احداث، تفکیک‌پذیر است؛ برای مثال فردی کارخانه می‌سازد و دیگری آن را اداره می‌کند؛ ولی در عالم آفرینش، آفریدگار و کارگردان یکی است، و نکته آن، این است تدبیر جهان جدا از آفرینش‌گری نیست. درواقع این دیدگاه می‌کوشد که آفریننده و اداره‌کننده را یکی بگیرد و با تفکیک آن مخالف است.

### یگانه بودن قانون‌گذار
توحید تشریعی به این معنا است که: «قانون‌گذاری و تشریع فقط ویژه خدا است.» زیرا کسی که می‌تواند زمام امور زندگی بندگان خدا را به دست گیرد جز خدا نیست. این دیدگاه با توجه به اینکه خدا را دارای وجود و یکتایی می‌داند تصریح می‌کند: «انسان خواهان زندگی اجتماعی است و هر اجتماعی نیازمند قانون است.»

## چگونگی تک‌خداپرستی
آمده است گروهی نزد محمد آمدند و از او خواستند خداوند را برای ایشان توصیف نماید. در پاسخ سؤال کنندگان سورهٔ توحید نازل شد:
بگو او خدایی یکتا است (۱) خداوند بی‌نیاز است(۲) نه از کسی زاده شده و نه زاییده (۳)و هیچ همتا و همانندی ندارد (یکتا است)(۴) (توحید)
معنای توحید ذات، این است که خدا یکی است و دومی برای او تصوّر نمی‌شود؛ به بیان دیگر ذات خدا هیچ‌گونه شبیه و مثل و نظیر ندارد؛ و از هر جهت یکتا و بی‌همتا است.
وینسنت کرنل، اسلام پژوه، در شرح مفهوم توحید در اسلام جملات زیر را از علی بن ابی‌طالب نقل می‌کند:
این سخن که خداوند یکی است، بر چهار قسم است: دو قسم از آن چهار قسم بر خداوند جایز نیست، دو قسم در مورد خداوند صحیح است.
اما آن دو قسمی که صحیح نیست، سخن کسی است که با گفتن یک، عدد را در نظر گرفته است. این جایز نیست زیرا [خداوند] چیزی که یک بوده و دومی ندارد، در مبحث اعداد وارد نمی‌شود. مگر نمی‌بینی که هر کس بگوید: خداوند یکی از سه نفر است کافر است و [نیز] کسی که بگوید: او یکی از مردم است و قصدش نوعی از جنس باشد در مورد خداوند صحیح نیست؛ زیرا این شباهت دادن است و پروردگار ما، از این سخن بالاتر است.

اما آن دو قسمی که در مورد او صحیح است، سخن کسی است که می‌گوید: او، یگانه‌ای است که در میان اشیا، شبیهی برای او وجود ندارد. پروردگار ما این چنین است و سخن کسی که می‌گوید: او در معنا و حقیقت یگانه است به این معنا که در وجود و در عقل و خیال [هیچ‌کس] تقسیم‌پذیر نیست [قابل درک نیست]. پروردگار ما این چنین است.
از دیدگاه قرآن، یکتاپرستی شرط لازم برای بخشیده شدن در روز قیامت است:
مسلماً خدا، این را که به او شرک ورزیده شود نمی‌بخشاید و غیر از آن را برای هر که بخواهد می‌بخشاید، و هر کس به خدا شرک ورزد، به یقین گناهی بزرگ بربافته است. (نسا ۴۸)

## یادداشت
1. ↑  سورهٔ آل عمران، آیهٔ ۱۸: شَهِدَ ٱللَّٰهُ أَنَّهُۥ لَا إِلٰهَ إِلَّا هُوَ وَٱلْمَلَائِکَةُ وَأُو۟لُوا۟ ٱلْعِلْمِ قَائِمًا بِٱلْقِسْطِ لَا إِلٰهَ إِلَّا هُوَ ٱلْعَزِیزُ ٱلْحَکِیمُ
2. ↑  سورهٔ توحید، آیات ۱–۴: قُلْ هُوَ ٱللَّهُ أَحَدٌ ؞ ٱللَّهُ ٱلصَّمَدُ ؞ لَمْ یَلِدْ وَلَمْ یُولَدْ ؞ وَلَمْ یَکُنْ لَّهُۥ کُفُوًا أَحَدٌۢ ؞
3. ↑  سورهٔ رعد، آیهٔ ۱۶: قُلْ مَن رَّبُّ ٱلسَّمَاوَاتِ وَٱلْأَرْضِ
4. ↑  سورهٔ روم، آیهٔ ۴۸: ٱللَّهُ ٱلَّذِی یُرْسِلُ ٱلرِّیَاحَ فَتُثِیرُ سَحَابًا فَیَبْسُطُهُۥ فِی ٱلسَّمَاءِ کَیْفَ یَشَاءُ وَیَجْعَلُهُۥ